# Ercüment Aslan
Ercüment Aslan (* 7. Juni 1976 in Ankara) ist ein ehemaliger türkischer Boxer.

## Amateurkarriere
Aslan gewann 1994 die Junioren-Weltmeisterschaft in Istanbul und besiegte dabei die Starter aus Italien, Belarus, Russland, Kasachstan und Kuba. 1995 gewann er mit einem Finalsieg gegen Marian Simion das Golden Belt Tournament in Bukarest und startete bei der Weltmeisterschaft 1995 in Berlin, wo er erst im Viertelfinale gegen den späteren Vizeweltmeister Oleg Saitow ausschied.
1996 unterlag er in der Vorrunde der Europameisterschaft in Vejle, gewann jedoch die Silbermedaille bei den Mittelmeerspielen 1997 in Bari. Er besiegte unter anderem Mohamed Hikal und Antonios Giannoulas, ehe er im Finale gegen Mohamed Marmouri verloren hatte. Bei der Weltmeisterschaft 1997 in Budapest siegte er gegen Roger Pettersson, Tengis Dschaoschwili und Mihály Kótai, ehe er im Halbfinale mit einer Bronzemedaille gegen Jermachan Ybrajymow ausschied.
Bei der Europameisterschaft 1998 in Minsk erreichte er gegen Oleg Kudinow, Robert Gortat und Adrian Diaconu das Finale, wo er gegen Frédéric Esther unterlag und Vize-Europameister wurde. 1999 startete er noch bei der Weltmeisterschaft in Houston, wo er im Achtelfinale ausschied.

## Profikarriere
Ercüment Aslan bestritt von November 2002 bis Dezember 2007 seine Profiboxkarriere in Australien und bestritt zehn Kämpfe, von denen er acht gewann. Im April 2005 boxte er um den Pan-Asien-Titel der PABA im Halbmittelgewicht, verlor jedoch durch K. o. in der ersten Runde gegen Joy Ali.

## Sonstiges
Nach seiner Wettkampfkarriere wurde er unter anderem Verwaltungsleiter und Box-Cheftrainer des Clubs Altındağ Belediyespor (Stand: 2018).